# Korczak Ziolkowski
Korczak Ziolkowski (pl: Korczak Ziółkowski; Boston, 6 settembre 1908 – Black Hills, 20 ottobre 1982) è stato uno scultore statunitense di origine polacca, assistente per un certo periodo di Gutzon Borglum, autore dei volti dei presidenti sul monte Rushmore.

## Biografia
Korczak Ziolkowski, nel 1939, iniziò a ideare una scultura in onore dell'ultimo Sioux, ossia Cavallo Pazzo. La scultura ha il nome di Crazy Horse Memorial. I nativi americani appoggiarono la sua idea e decisero di collocare il monumento nelle Black Hills, in Sud Dakota. I nativi americani scelsero la Thunderhead Mountain come luogo di costruzione del monumento per rispondere alla provocazione dei bianchi, che, nello stesso luogo, avevano innalzato la costruzione dei volti dei quattro presidenti degli Stati Uniti d'America. Il 3 giugno 1948 iniziarono i lavori. Nonostante i frequenti attacchi di cuore che subiva, lo scultore continuò a lavorare fino alla sua morte, il 20 ottobre 1982. I lavori vennero poi proseguiti dalla moglie.